# Sarothrura lugens
Sarothrura lugens é uma espécie de ave da família Sarothruridae.
Pode ser encontrada nos seguintes países: Angola, Camarões, República Democrática do Congo, Gabão, Malawi, Ruanda, Tanzânia e Zâmbia.